# Tintoretto

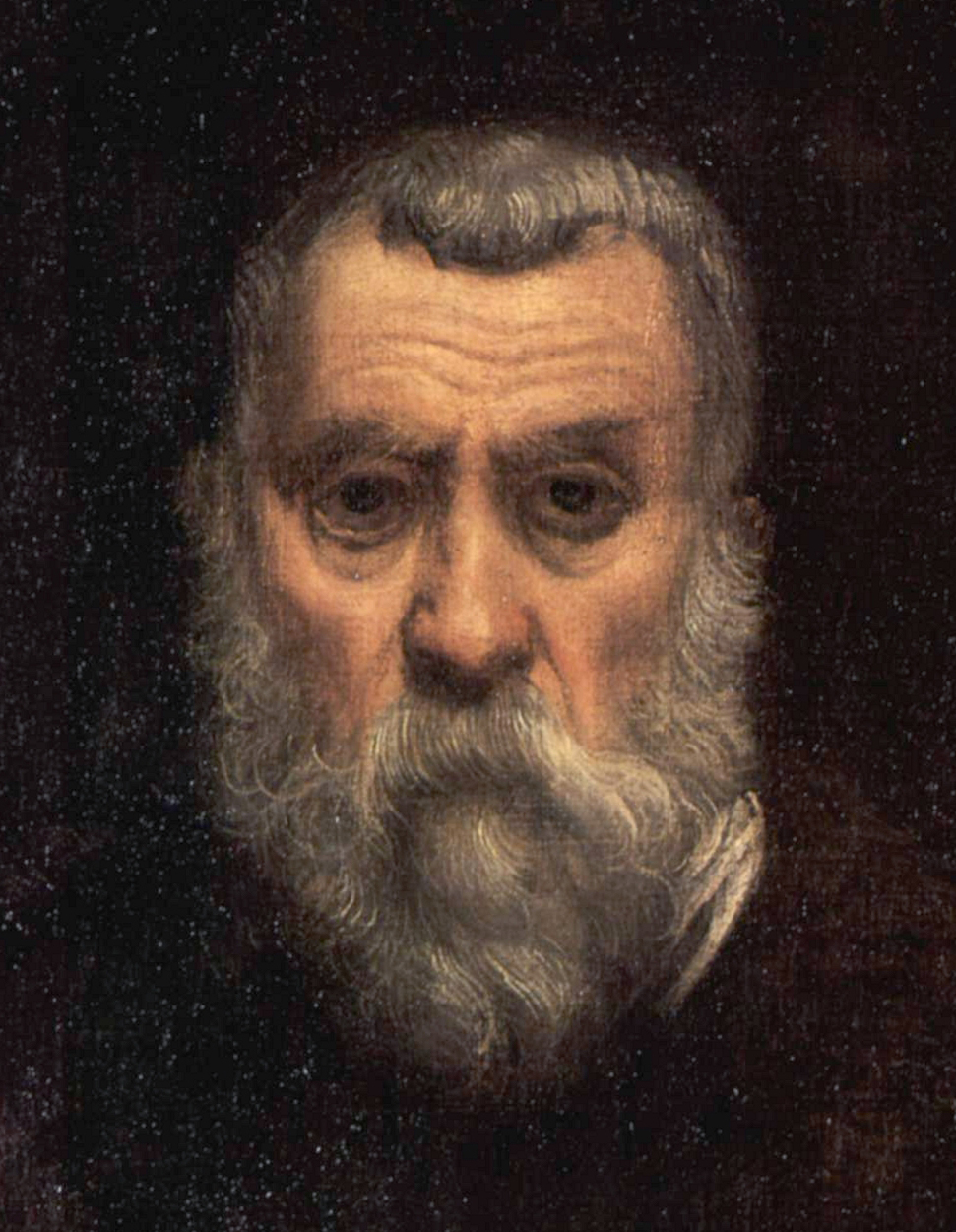
Autoretrat de Tintoretto.

Jacopo Comin, més conegut com a Tintoretto o Jacopo Tintoretto (Venècia, 29 de setembre o principis d'octubre de 1518 - Venècia 31 de maig de 1594), va ser un dels grans pintors de l'escola veneciana i probablement l'últim gran pintor del Renaixement italià. En la seva joventut també va rebre el sobrenom de Jacopo Robusti perquè el seu pare va defensar les portes de Pàdua enfront de les tropes imperials d'una manera bastant robusta. Tingué fills, entre ells, Marietta (1554), Domenico (1560) i Marc (1561) també pintors.
Els seus contemporanis tant el van admirar com van criticar la velocitat amb què pintava, i la gosadia sense precedents de la seva pinzellada. Per la seva extraordinària energia a l'hora de pintar, se'l va anomenar Il Furioso ("El Furiós"). La seva obra està caracteritzada per les figures musculoses, els gestos dramàtics l'ús atrevit de la perspectiva, en l'estil manierista.

## Biografia

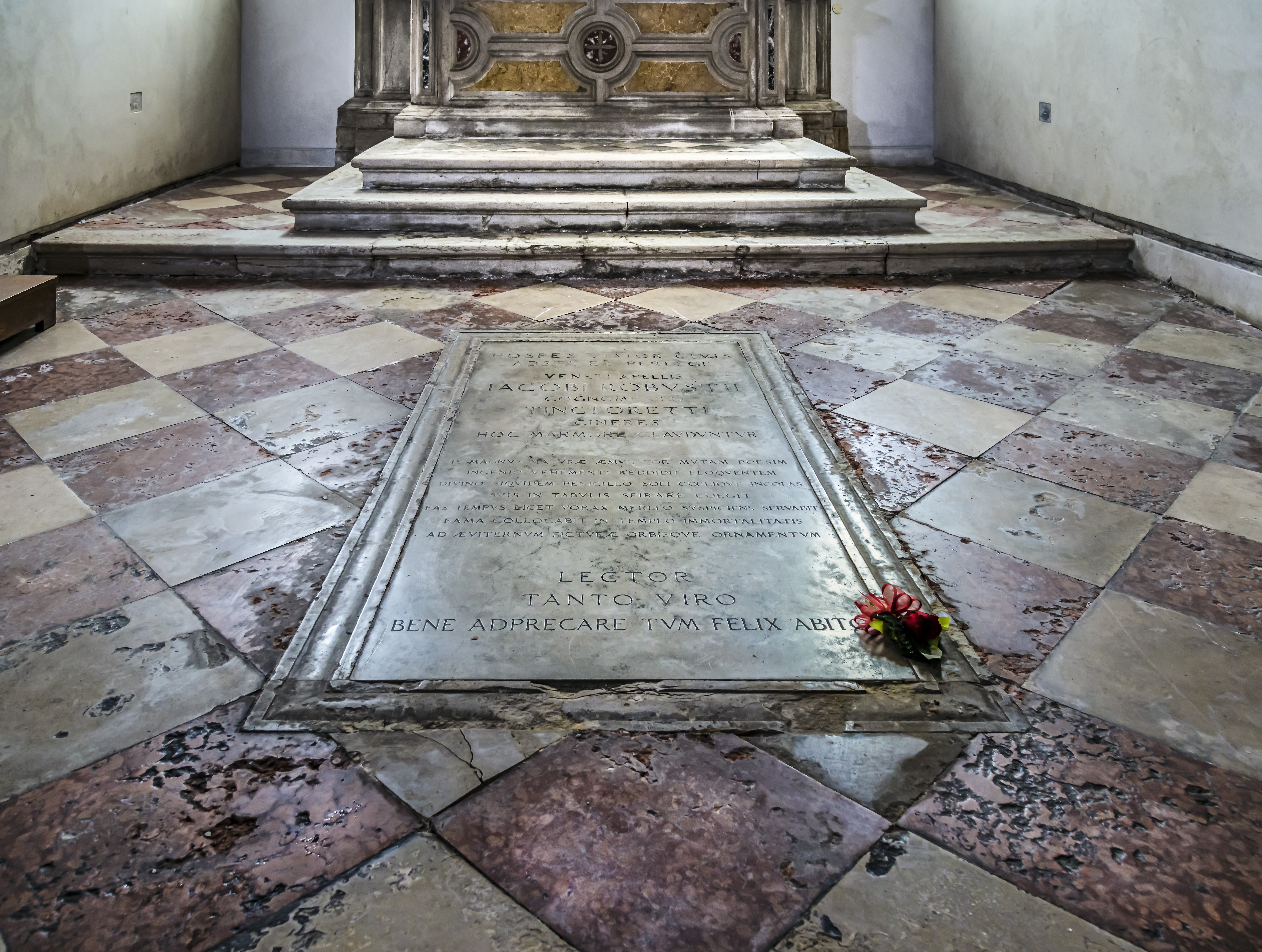
La seva tomba - Madonna dell'Orto de Venècia

El seu veritable nom, Comin, fou descobert recentment per Miguel Falomir, cap del departament de Pintura Italiana del Museu del Prado, i es feu públic arran de la retrospectiva de Tintoretto realitzada pel museu durant el 2007. Per la seva fenomenal energia i afany a l'hora de pintar fou motejat El Furiós; i el seu dramàtic ús de la perspectiva i els especials efectes de llum feren d'ell un precursor de l'art barroc. Els seus treballs més famosos són una sèrie de pintures sobre la vida de Jesús i la Mare de Déu, a l'escola de Sant Rocco. Jean Paul Sartre escrigué diversos assajos sobre Tintoretto. El pintor fou enterrat a l'església de la Madonna dell'Orto de Venècia.

## Obra

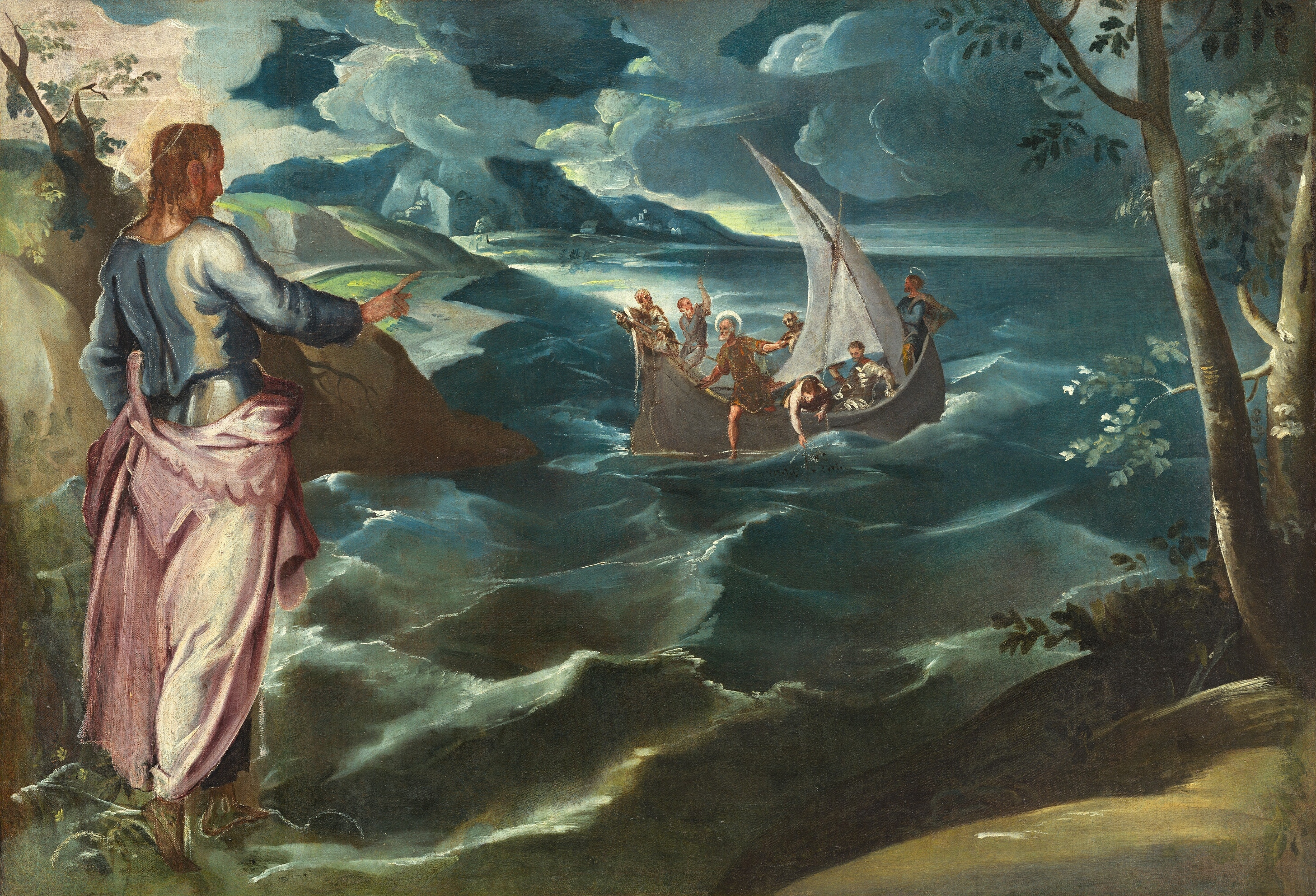
Crist al llac Tiberíades, h. 1560, oli sobre tela, National Gallery of Art, Washington DC

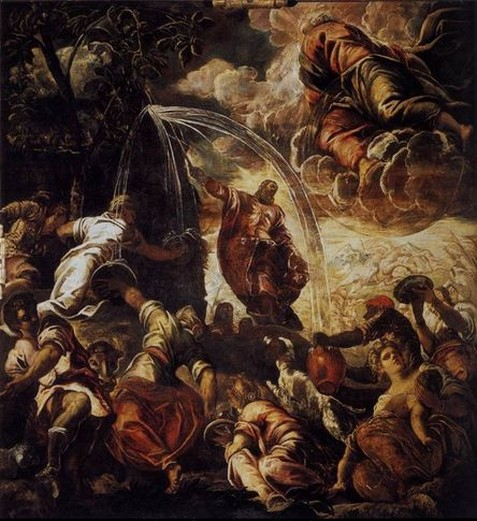
Moisès fent brollar l'aigua de la roca, 1577, 550X520 oli sobre llenç, Scuola Grande de San Rocco. Venècia

Inicialment, el seu estil seguia el de Tiziano, però evolucionà, a partir de 1540, essent la seva tendència manierista més marcada que la dels altres dos grans pintors de l'escola veneciana: Tiziano i el Veronès.
Pintà amb passió, amb una característica audàcia, composicions molt dinàmiques, utilitzant una llum dramàtica i creant emfàtics efectes de perspectiva, que feren que semblés un artista barroc avançat al seu temps. Del seu admirat Miquel Àngel, prengué les anatomies i les postures difícils; l'enèrgic modelatge del cos fou una novetat a Venècia, però inserí aquest concepte i la perspectiva en un marc molt característic de l'escola veneciana: el del color, el paisatge i la llum. Aquesta última cobrà singular rellevància en les seves últimes obres, quan la feu servir de forma dramàtica.
Tingué una capacitat de treball fora mida. Malgrat la quantitat d'encàrrecs que rebia, executava una obra rere una altra amb gran rapidesa. Aquesta prolífica producció, que compta amb més de tres-centes obres, s'explica, endemés, per l'existència d'un taller. Es deia que havia acabat en dos mesos dues pintures històriques, cadascuna de vint figures, de les quals set n'eren retrats. Sebastiano del Piombo assenyalà que podia pintar en dos dies tant com ell pintava en dos anys; Annibale Carracci que Tintoretto va ser, en moltes de les seves obres, semblant a Tiziano, en altres inferior a Tintoretto.
Aquesta va ser l'opinió generalitzada que d'ell tingueren els venecians, que sostenien que Tintoretto tenia tres pinzells: un d'or, el segon de plata i el tercer de ferro. Conreà indistintament el llenç i el fresc. Els temes tractats foren sobretot religiosos, tant bíblics com evangèlics; els tractà amb una iconografia insòlita, com pot veure's en La mort d'Abel (c. 1551-1552) o La piscina probàtica (c. 1578-1581). Però, a més, realitzà nombrosos retrats de magistrats, funcionaris i homes de lletres.
Malgrat haver tingut pocs alumnes, en el seu taller hi treballaren els seus fills, Marietta i Domenico, així com Paolo Fiammingo, Ludovico Toeput, Martin de Vos d'Anvers i Aliense. A més a més, la seva pintura influí a El Greco, que hagué de conèixer la seva obra durant la seva estada a Venècia.
Fou descobert com un gran mestre durant el segle xx.

## Personalitat
Tintoretto rarament va viatjar fora de Venècia. Els seus primers biògrafs parlen de la seva intel·ligència de la seva ferotge ambició; segons l'italià Carlo Ridolfi, "sempre estava pensant en com es podia convertir en el pintor més agosarat del món." Li encantaven totes les arts i de jove tocava el llaüt i diversos altres instruments, alguns dels quals inventats per ell mateix, i dissenyava vestuari teatral. També era versat en la mecànica i els dispositius mecànics. Tot i ser una agradable companyia, atesa la dedicació que tenia a la seva obra vivia principalment en el retir; fins i tot quan no pintava, sovint es quedava en el seu taller amb els seus guixos. Aquí molt rarament hi deixava entrar algú, fins i tot els amics íntims, i mantenia en secret els seus mètodes de treball, que només compartia amb els seus ajudants. Sempre deia frases enginyoses i agradables, ja fos sobre grans personatges o sobre els altres, però ell mateix rarament somreia.
Fora de casa, la seva dona el feia dur la roba d'un ciutadà venecià; si plovia, ella intentava fer-lo vestir una peça de roba d'exterior, però ell se'n resistia. Quan sortia de casa, ella li embolicava diners en un mocador, amb l'esperança de passar comptes en tornar. La resposta habitual de Tintoretto era que els havia gastat donant almoina als pobres o als presoners.
Tintoretto va mantenir amistat amb molts escriptors i editors, inclòs Pietro Aretino, que es va convertir en un dels seus primers patrons.

## Obres
- El sopar d'Emaus, 1540, 156x212, oli sobre tela Museu Nacional de Belles Arts de Budapest.[7]
- Escenes mitològiques, 1541, Galleria Estense, Mòdena, artesonados del techo.
- El setge d'Asola (L'assedio di Asola), ca. 1544-1545, oli sobre tela, Museu Nacional, Poznan (Fundació Bárbara Piasecka Johnson)
- Retrat de un gentilhome, ca. 1545, Musée du Louvre, París
- Sant Marc alliberant a l'esclau, 1547-1548,415x541 oli sobre tela, Galeria de l'Acadèmia de Venècia.[7]
- Autoretrat, h. 1548, Victoria and Albert Museum.
- Lavatori, 1548-49?,210x533, Museo del Prado, Madrid
- Leda, dècada 1550, 162x218, oli sobre tela, Galeria dels Uffizi[7]
- Història del Génesis, per a la Scuola della Trinitat, 1550-53; Creació dels animals, 151x258; Adan i Eva, 150x220, olis sobre tela, Galeria de l'Acadèmia de Venècia.[7]
- Retrat del procurador Jacopo Soranzo, 1550, 106x90, Galeria de l'Acadèmia de Venècia.[7]
- Susana i els vells o El bany de Susana, 1556, 147x194, oli sobre tela, Kunsthistorisches Museum, Viena[8]
- Josep i la muller de Putifar, h. 1555, Museo del Prado, Madrid[8] Judit i Holofernes, 58x119, Susana i els vells, 58x116,[8]
- El cavaller de la cadena d'or,1555,103,7 cm x 76,7 cm, oli sobre tela, Museo del Prado
- Venus, Vulcano i Marte, h. 1555, oli sobre tela, Alte Pinakothek, Múnic
- Retrat d'Antonio Anselmi, 1558, oli sobre tela, Country Museum of Art de Los Angeles
- Plor por Crist mort, c. 1555 - 1559, oli sobre llenç, Museo Soumaya, Ciudad de México
- Sant Jordi lluitant contra el dragó, h. 1560, 158X100 oli sobre tela, National Gallery de Londres[7]
- Crist caminant sobre les aigües, després de 1560, 117X168, Galeria Nacional de Washington,[7]
- ”Miracles de sant Marc” (1568). Tres grans teles sobre la llegenda de Marcs l'Evangelista: Troballa del cos de Sant Marc, o La invenció del cos de Sant Marc 1563, 400x400 (Milà, Pinacoteca de Brera)[7], Translació del cos de Sant Marc i Sant Marc salvan a un sarraí d'un naufragi, Venècia.
- El martiri de Sant Marc, després de 1560, 108x125, Museus reials de Brussel·les[7]
- L'adoració del vedell d'or, 1562-64, església de Santa María del Orto, Venècia
- Alvise Cornaro, aprox.1564, Palau Pitti, Florència
- Ecce Homo, 109x136, Museo de Sao Paulo.[8]
- Vell amb un nen, 1565?, Kunsthistorisches Museum, Viena
- Presentació de la Verge Maria al temple, 480x429, l'església de la Madonna dell'Orto de Venècia
- Cruxificció, c.1565 536X1224 Scuola Grande di San Rocco. Venècia[9]
- Crist davant Pilatos 1566-67 515x380 oli sobre llenç, Scuola Grande di San Rocco. Venècia[9]
- Pujada al Calvari, 1566-67 515X390 oli sobre llenç, Scuola Grande di San Rocco. Venècia[9]
- Jesús a casa de Marta i Maria, dècada 1570, 197x129, Alte Pinakothek de Múnic[7]
- Crist ressuscitat amb els avogadori Francesco Pisani, Michele Bon i Ottaviano Valier, aprox.1571, oli sobre tela, Sala dell'Avogaria, Palazzo Ducale, Venecia[10]
- El dux Alvise Mocenigo presentado al Redentor, aprox.1577, 97x198, Metropolitan Museum de Nova York[7]
- Moisès fent manar l'aigua de la roca, 1577, 550X520, oli sobre llenç, Scuola Grande di San Rocco. Venècia[9]
- La recollida del manar, 1577, 550X520, oli sobre llenç, Scuola Grande di San Rocco. Venècia[9]
- Mercuri i les Gràcies, Palas allunya Mart, La fragua de Vulcà, Ariadna trobada per Baco 1577-78, Sala dell'Anticollegio, Palazzo Ducale, Venècia[10]
- Batalla entre turcs i cristians anomenada abans El rapte d'Helena, 1562, 186x307, oli sobre tela, Museo del Prado[7]
- Los fastos de los Gonzaga o Federico II Gonzaga conquesta Parma, h. 1578-1580, oli sobre tela, Alte Pinakothek, Múnich
- L'adoració dels pastors, 1578-81, 542X455,oli sobre llenç, Scuola Grande di San Rocco. Venezia[9]
- El Bautisme de Crist, 1578-81, 538X465, oli sobre llenç, Scuola Grande di San Rocco. Venezia[9]
- Resurrecció de Crist, 1578-81, 529X485, oli sobre llenç,Scuola Grande di San Rocco. Venezia[9]
- L'oració de l'hort, 1578-81, 538x455, oli sobre llenç, Scuola Grande di San Rocco. Venezia[9]
- El Sant Sopar, aprox.. 1578-1581, 538x487, oli sobre tela, Scuola Grande di San Rocco. Venezia[9]
- La multiplicació dels pans i dels peixos, 1578-81, 523x460, oli sobre llenç, Scuola Grande di San Rocco. Venezia[9]
- L'ascenció, 1578-81 538x325, oli sobre llenç, Scuola Grande di San Rocco. Venezia[9]
- Crist en casa de Marta i Maria, aprox. 1580, oli sobre llenç, Alte Pinakothek, Múnich
- El procurador Marc Grimani o El senador Marco Grimani, aprox. 1580, Museo del Prado, Madrid
- Retrat de Vicenzo Morosini, cap a 1581-82, Nacional Gallery de Londres
- Adoració dels Mags, 1582, 425x544, oli sobre llenç, Scuola Grande di San Rocco. Venècia[9]
- Fugida a Egipte, 1582-87, 422x580, oli sobre llenç, Scuola Grande di San Rocco. Venècia[9]
- Matança dels innocents, 1582-87, 422x546, oli sobre llenç, Scuola Grande di San Rocco. Venècia[9]
- “Escenes de la vida d'Hèrcules” (1581-84, Palazzo Ducale, Venecia), entre elles, L'origen de la Via Làctea (h. 1575-1582, oli sobre tela, Nacional Gallery de Londres).
- Santa Maria Magdalena, 1582-87, 425x209, oli sobre llenç, Scuola Grande di San Rocco. Venècia[9]
- Santa Maria Egipciaca, 1582-87, 425x211, oli sobre llenç, Scuola Grande di San Rocco. Venècia[9]
- Assumpció de la Verge, 1582-87, 425x587, oli sobre llenç, Scuola Grande di San Rocco. Venècia[9]
- Batalla de Zara, 1584-87, Jacopo i ajudants, oli sobre tela, Sala dello Scrutinio, Palazzo Ducale, Venècia[10]
- El paradís, 1588-94, en la paret del tribunal de la Sala del Maggior Consiglio, Palazzo Ducale, Venècia,[10](de Jacopo i el seu fill Domenico), El “modello” El Paradís, 1587, 143x362, Museo del Louvre,[7] i n'existeix una altra versió al Museo Thyssen-Bornemisza de Madrid.[10]
- El Sant Sopar, 1592-1594, església de San Giorgio Maggiore, Venècia.

## Galeria

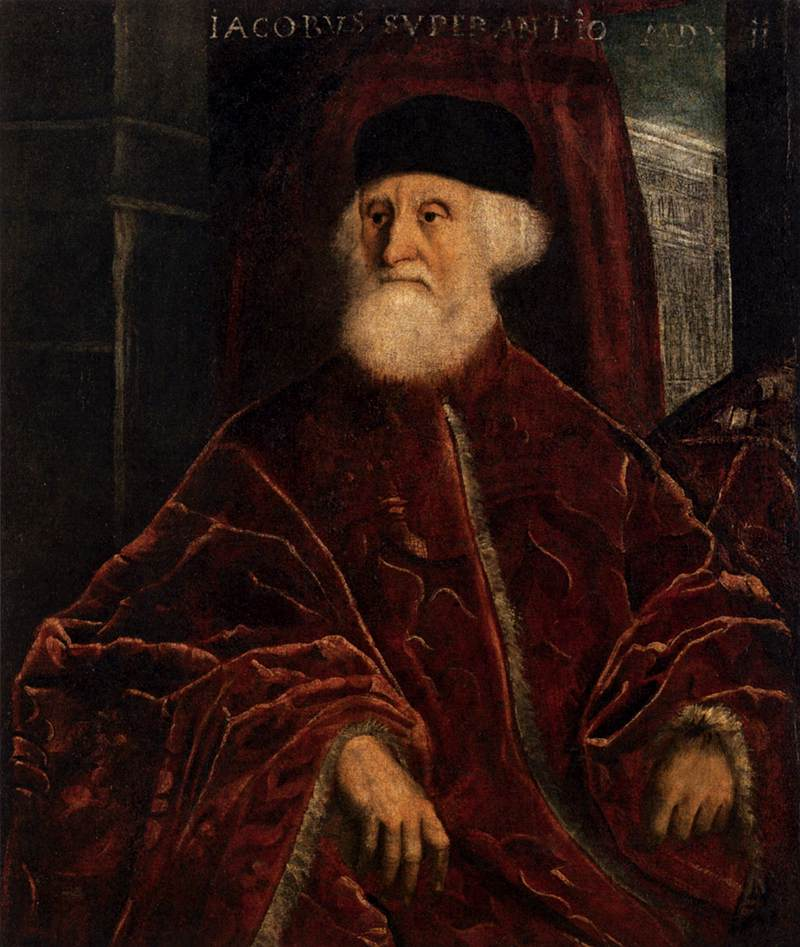
Retrat del procurador Jacopo Soranzo, 1550
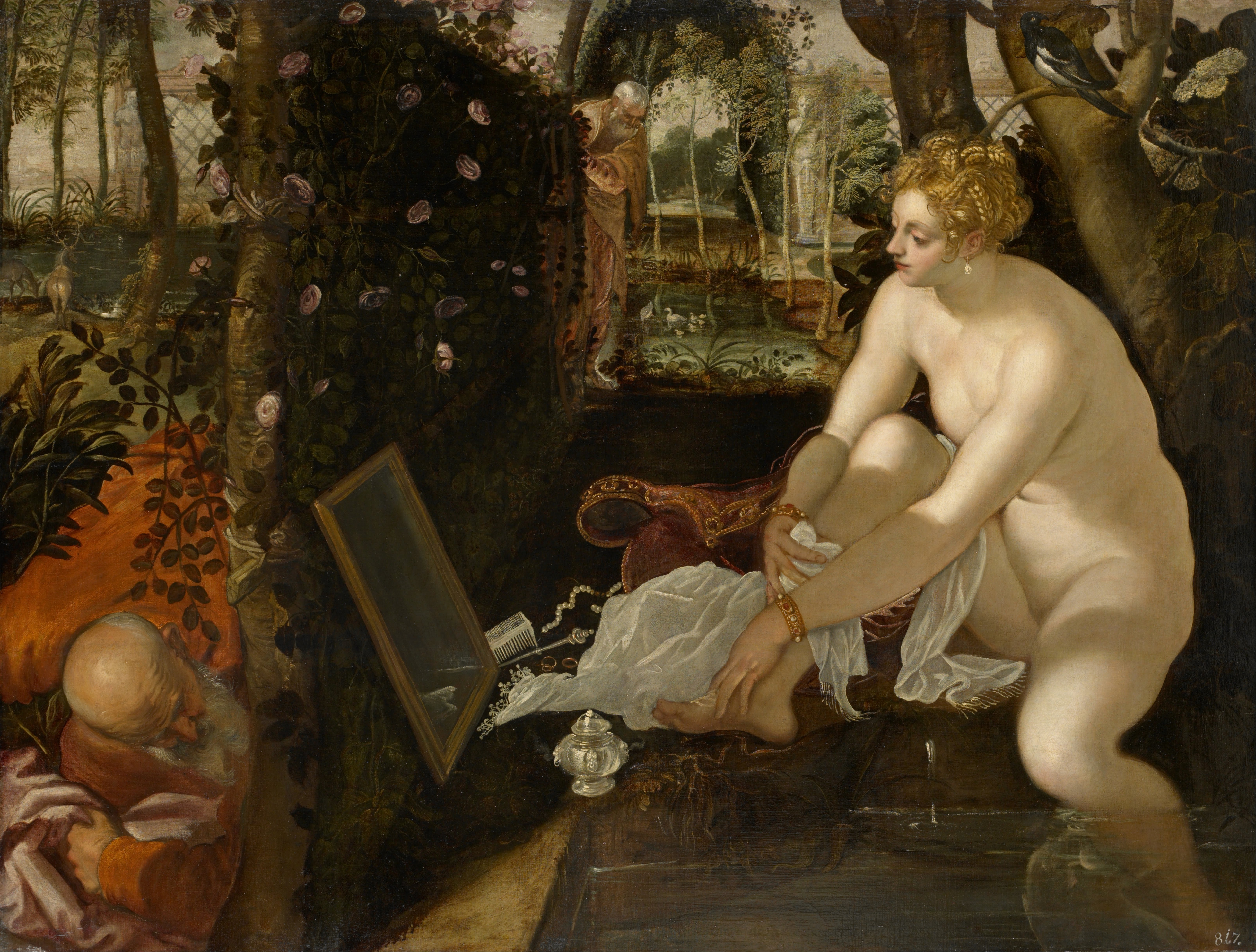
Susanna i els vells, 1555-56
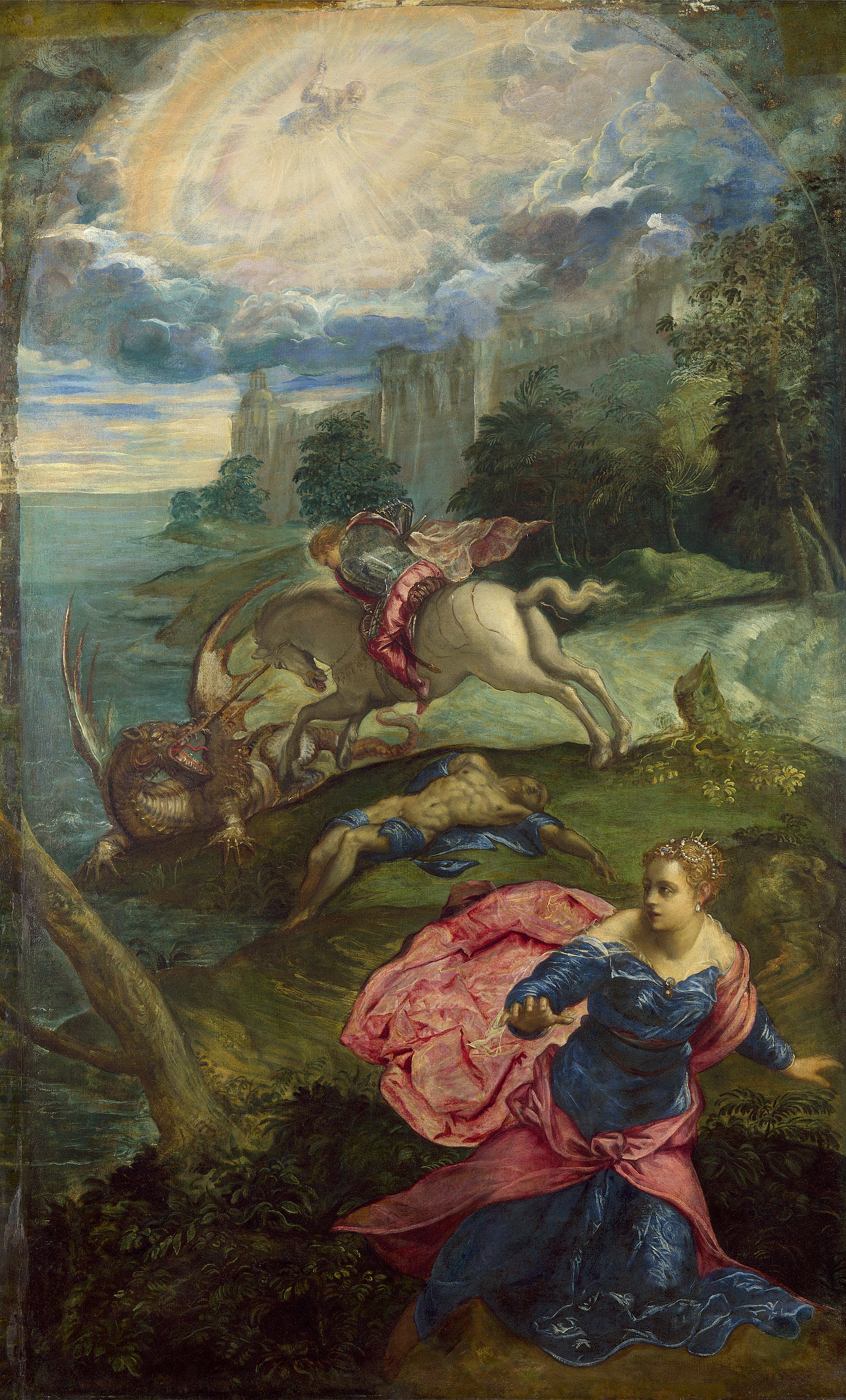
San Jordi i el dragó, c. 1560
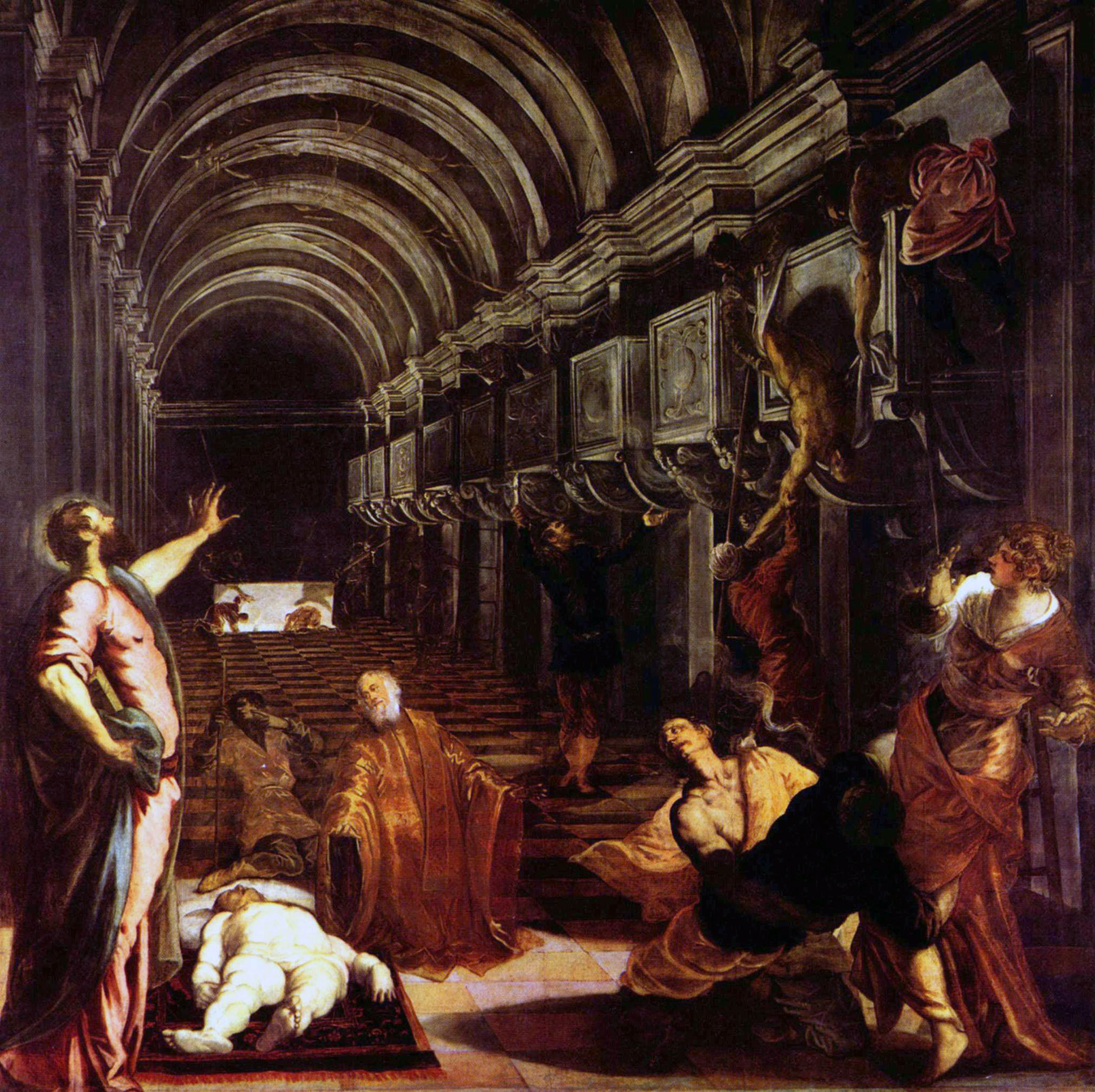
Trobada del cos de Sant Marc, c. 1562
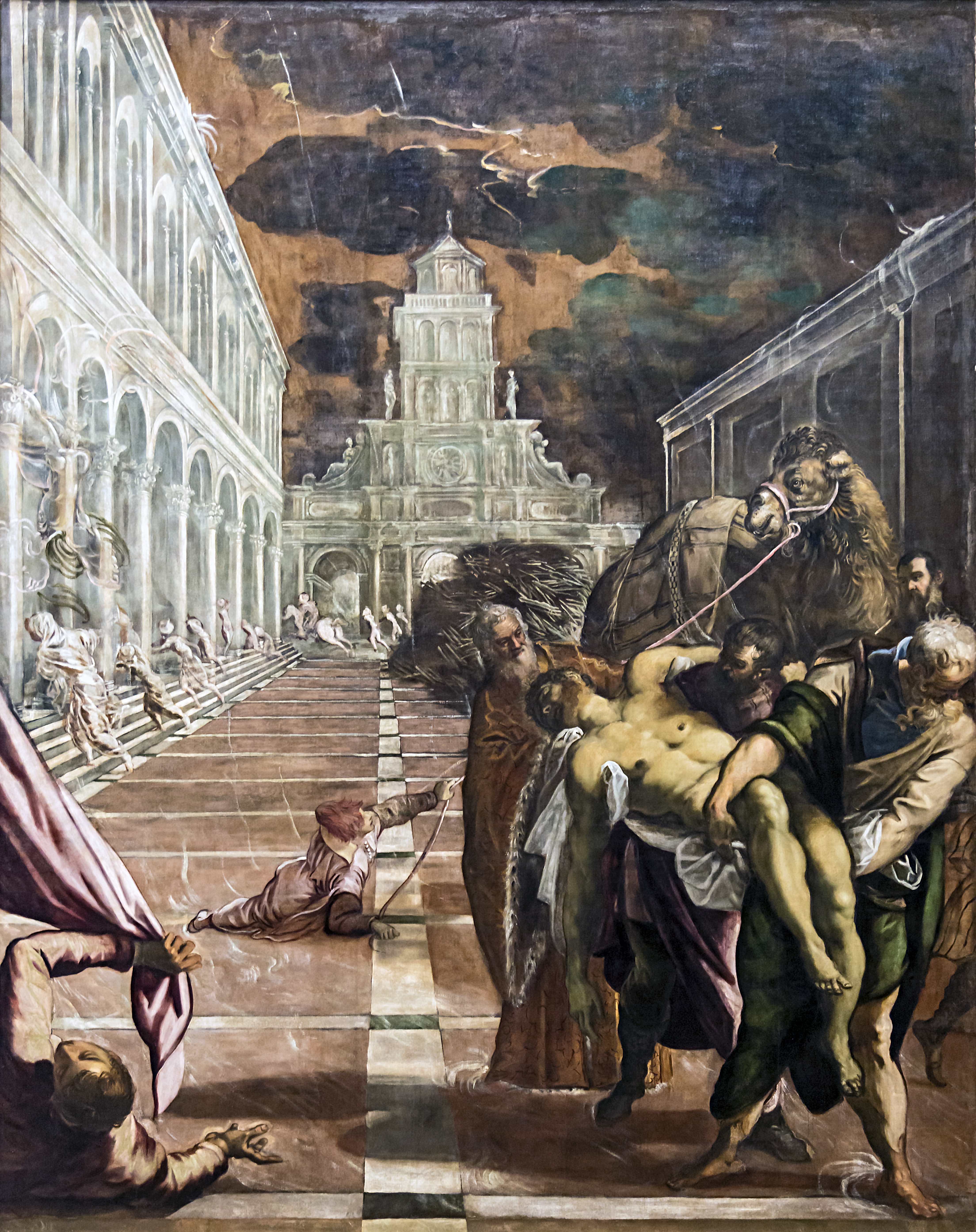
Translació del cos de Sant Marc, 1562-1566
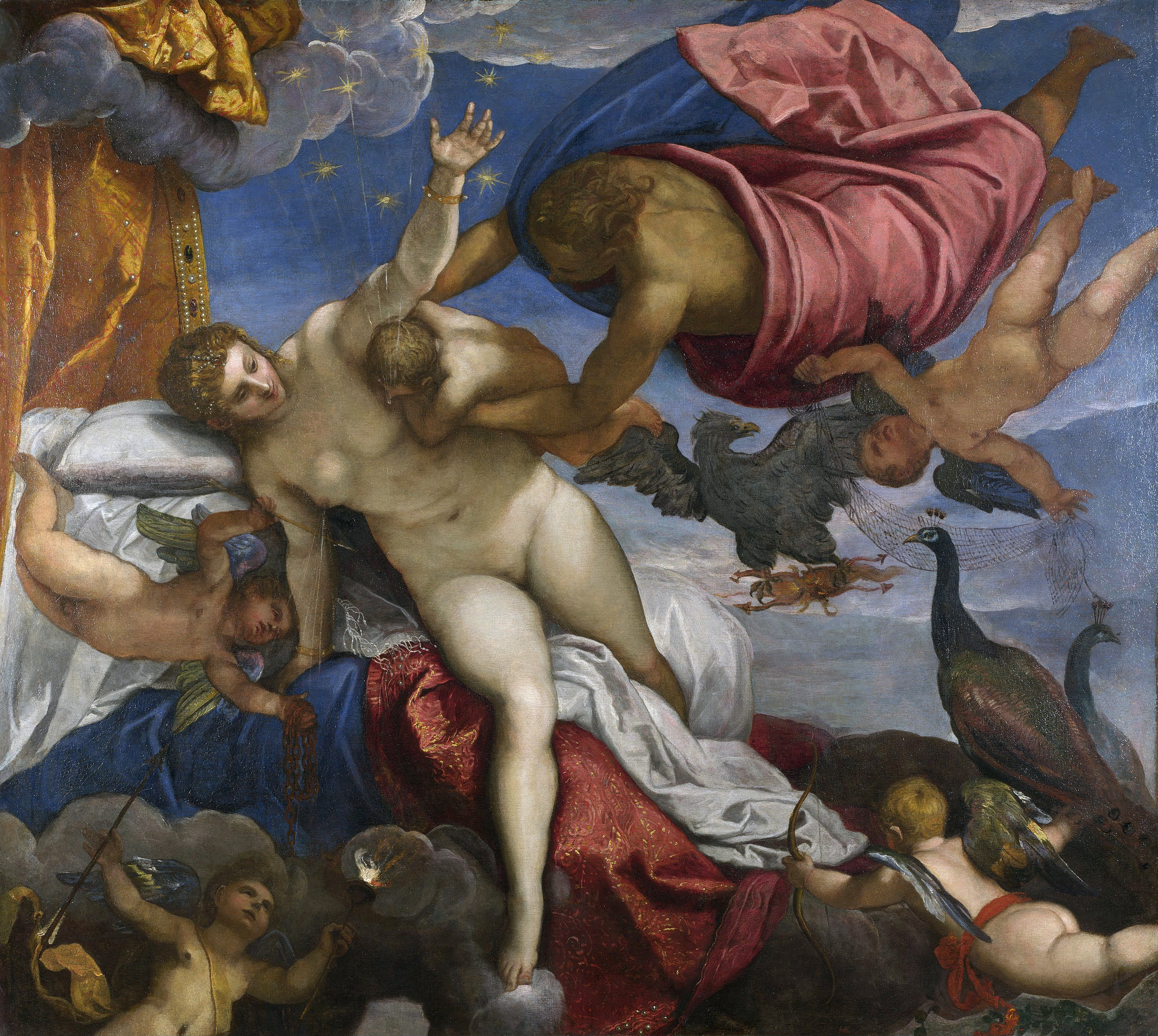
L'origen de la Via Làctia, c. 1575-1582